# Będzin Ksawera

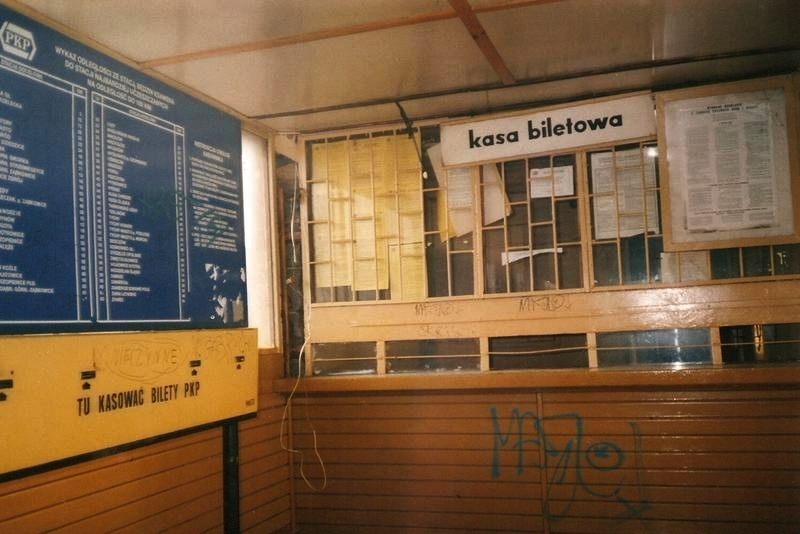
Budynek dworca wewnątrz

Będzin Ksawera – przystanek kolejowy w Będzine, w dzielnicy Ksawera, w województwie śląskim, w Polsce.

## Ruch pasażerski[2]
| Rok  | Wymiana pasażerska na dobę | Miejsca w Polsce |
| ---- | -------------------------- | ---------------- |
| 2017 | 150-199                    | bd.              |
| 2018 | 150-199                    | bd.              |
| 2019 | 200-299                    | 806.             |
| 2020 | 150-199                    | 672.             |
| 2021 | 200-299                    | 719.             |
| 2022 | 300-499                    | 691.             |
| 2023 | 300-499                    | 729.             |
| 2024 | 500-699                    | 587.             |